# 方青 (1970年)
方青（1970年—），浙江金华人，汉族，中华人民共和国政治人物、全国人民代表大会浙江地区代表。
毕业于中央广播电视大学教育管理专业，加入中国国民党革命委员会。担任金华市金东区实验小学校长。2008年起担任全国人大代表。2013年，被选为全国人大代表。